# Zahrt
Ne doit pas être confondu avec Jean Christian Zahrt.
Zahrt est une localité de Croatie située dans la municipalité de Brod Moravice, comitat de Primorje-Gorski Kotar. En 2001, la localité comptait 3 habitants.

## Démographie
| 1948 | 1953 | 1961 | 1971 | 1981 | 1991 | 2001 |
| ---- | ---- | ---- | ---- | ---- | ---- | ---- |
| 32   | 32   | 27   | 26   | 16   | 5    | 3    |